# 多疣棘蛙
多疣棘蛙（学名：Quasipaa verrucospinosa）一种分布于泰国、老挝、越南及中国云南等地区的两栖动物，隶属于叉舌蛙科棘胸蛙属。

## 形态特征
多疣棘蛙体型肥硕，雄蛙体长91～117毫米，雌蛙体长83～114毫米。身体背面皮肤粗糙，浅褐色或褐色，疣粒部位褐黑色；咽喉部有浅棕斑，体腹部和前后肢腹面均为灰白色或黄色，有的个体散有灰色斑。